# Soldotna
Soldotna er administrationsby i Kenai Peninsula Borough i den amerikanske delstat Alaska. Byen ligger på Kenaihalvøen, ved  Kenai River, og har 4.381 indbyggere.
Soldotna ligger ved Sterling Highway, og er endepunktet for Kenai Spur Highway. I udkanten af byen ligger Soldotna lufthavn.